# Janusz Szablowski
Janusz Szablowski (ur. 17 kwietnia 1909 w Watyńcu pow. Horochów, zm. 10 lutego 1982 we Wrocławiu) – polski architekt.

## Życiorys
Po zdanym w 1929 egzaminie dojrzałości odbył roczną służbę wojskową w Włodzimierzu Wołyńskim, a następnie rozpoczął studia na Wydziale Architektury Politechniki Lwowskiej. Podczas studiów pracował zarobkowo na budowach oraz w biurach projektowych, w 1937 został młodszym asystentem w Katedrze Architektury Polskiej u prof. Mariana Osińskiego. W czerwcu 1939 obronił pracę dyplomową i uzyskał tytuł inżyniera architekta.
Brał udział w kampanii wrześniowej, jako podporucznik walczył na Pomorzu i pod Kutnem, gdzie został wzięty do niewoli i uwięziony w oflagu w Woldenbergu. Na miarę możliwości pogłębiał swoją wiedzę, a także z innymi uwięzionymi architektami planował przekształcenie polskich wsi w spółdzielnie.
Po zakończeniu II wojny światowej znalazł się w Mieroszowie, gdzie był kierownikiem przedsiębiorstwa budowlanego. Od 1947 mieszkał we Wrocławiu, gdzie jako starszy asystent na Wydziale Architektury Politechniki Wrocławskiej w Katedrze Budownictwa Wiejskiego u prof. Tadeusza Brzozy. Równolegle pracował w Regionalnej Dyrekcji Planowania Przestrzennego, gdzie był autorem uproszczonych planów miast na Dolnym Śląsku m.in. Kłodzka, Bielawy, Dusznik, Kudowy, Radkowa, Nowej Rudy, Lewina Kłodzkiego, Mysłakowic i Polanicy. W 1950 został adiunktem w Katedrze Architektury Wiejskiej, równocześnie był organizatorem Centralnego Biura Projektów Budownictwa Wiejskiego. Trzy lata później jako pełniący obowiązki kierownika prowadził Katedrę Budownictwa Wiejskiego, w czerwcu 1954 został samodzielnym pracownikiem nauki.	
Wykładał również w Wieczorowej Szkole Inżynierskiej i na Wydziale Mechanicznym Politechniki Wrocławskiej. Od 1953 kierował Zespołem Planistycznego Centralnego Biura Projektów Budownictwa Wiejskiego był autorem planów zabudowy Państwowych Ośrodków Maszynowych w województwach wrocławskim i opolskim, stworzył również plany zagospodarowania Piławy, Marciszowa i Siechnic. Równocześnie uczestniczył w pracach Komisji Architektoniczno-Urbanistycznej działającej przy Prezydium Wojewódzkiej Rady Narodowej.

## Odznaczenia
- Medal 10-lecia Polski Ludowej;
- Złota Odznaka Politechniki Wrocławskiej.